# Olympische Winterspiele 1924/Nordische Kombination
Bei den I. Olympischen Winterspielen 1924 in Chamonix fand ein Wettbewerb in der Nordischen Kombination statt. Alle Nordischen Skiwettbewerbe der Spiele galten gleichzeitig als 1. Nordische Skiweltmeisterschaften, wobei die Nordische Kombination nicht Teil dieser Nordischen Skiwettbewerbe war und es damit auch keine offiziellen WM-Platzierungen gab. Austragungsorte waren das Stade Olympique und die Sprungschanze im Ortsteil Le Mont.

## Kurzüberblick zur Disziplin „Nordische Kombination“
1921 hatte das Internationale Olympische Komitee IOC beschlossen, eine „Internationale Woche des Sports“ abzuhalten. Diese wurde 1924 in Chamonix erstmals veranstaltet und ein so großer Erfolg, dass das IOC sie 1926 nachträglich zu den ersten Olympischen Winterspielen erklärte. Neben olympischen Medaillen wurden auch Weltmeisterschaftsmedaillen vergeben. Einzige Ausnahme war die Nordische Kombination, in der es ausschließlich olympische Medaillen gab.
Die Wettbewerbe blieben bis ins 21. Jahrhundert alleine den Männern vorbehalten, bevor es 2019 erstmals Weltmeisterschaften für Frauen gab. Deutsche Teilnehmer waren nach dem Ersten Weltkrieg erst wieder im Jahre 1928 zugelassen.
In den Anfangsjahrzehnten des Wettbewerbs gab es nur eine Variante. Als erste Teildisziplin wurde das Laufen durchgeführt, wobei die Teilnehmer am Rennen der Langlaufspezialisten über 18 Kilometer teilnahmen und gesondert auch für die Nordische Kombination gewertet wurden. Zwei Tage darauf fand der Sprunglauf mit zwei Durchgängen statt. Dabei kamen beide Sprünge in die Wertung.

## Bilanz

### Medaillenspiegel
| Platz  | Land     | Gold | Silber | Bronze | Gesamt |
| ------ | -------- | ---- | ------ | ------ | ------ |
| 1      | Norwegen | 1    | 1      | 1      | 3      |
| Gesamt | Gesamt   | 1    | 1      | 1      | 3      |

### Medaillengewinner
| Disziplin | Gold                | Silber                  | Bronze                     |
| --------- | ------------------- | ----------------------- | -------------------------- |
| Einzel    | Thorleif Haug (NOR) | Thoralf Strømstad (NOR) | Johan Grøttumsbråten (NOR) |

## Ergebnisse

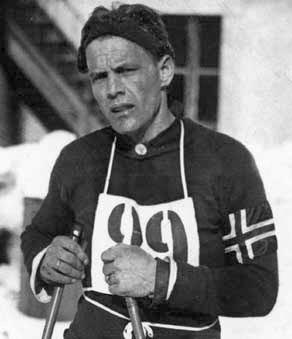
Olympiasieger Thorleif Haug war in beiden Teildisziplinen vorn

| Platz | Land | Sportler               | Laufen   | Laufen       | Springen    | Punkte       |
| Platz | Land | Sportler               | Zeit [h] | Pkte. (Pl.)  | Pkte. (Pl.) | Durchschnitt |
| ----- | ---- | ---------------------- | -------- | ------------ | ----------- | ------------ |
| 01    | NOR  | Thorleif Haug          | 1:14:31  | 20,000 00(1) | 17,812 0(1) | 18,906       |
| 02    | NOR  | Thoralf Strømstad      | 1:17:03  | 18,750 00(3) | 17,687 0(2) | 18,219       |
| 03    | NOR  | Johan Grøttumsbråten   | 1:15:51  | 19,375 00(2) | 16,333 0(8) | 17,854       |
| 04    | NOR  | Harald Økern           | 1:20:30  | 17,125 00(4) | 17,395 0(3) | 17,280       |
| 05    | SWE  | Axel-Herman Nilsson    | 1:31:17  | 11,625 00(6) | 16,500 0(7) | 14,063       |
| 06    | TCH  | Josef Adolf            | 1:25:29  | 14,625 00(5) | 12,916 (18) | 13,729       |
| 07    | TCH  | Vinzenz Buchberger     | 1:32:32  | 11,000 00(7) | 16,250 0(9) | 13,625       |
| 08    | SWE  | Menotti Jakobsson      | 1:37:10  | 08,750 0(15) | 16,895 0(4) | 12,823       |
| 09    | FIN  | Verner Eklöf           | 1:34:11  | 10,250 0(11) | 14,916 (11) | 12,583       |
| 10    | FRA  | Kléber Balmat          | 1:33:49  | 10,375 0(=9) | 14,291 (13) | 12,333       |
| 11    | SUI  | Peter Schmid           | 1:33:34  | 10,375 0(=9) | 14,062 (14) | 12,219       |
| 11    | USA  | Sigurd Overby          | 1:34:56  | 09,875 0(12) | 14,562 (12) | 12,219       |
| 13    | TCH  | Josef Bím              | 1:33:08  | 10,750 00(8) | 13,416 (15) | 12,083       |
| 14    | SUI  | Alexandre Girard-Bille | 1:41:43  | 06,500 0(17) | 16,708 0(5) | 11,604       |
| 15    | SUI  | Hans Eidenbenz         | 1:39:51  | 07,375 0(16) | 15,583 (10) | 11,438       |
| 16    | FIN  | Sulo Jääskeläinen      | 1:42:30  | 06,125 0(19) | 16,604 0(6) | 11,365       |
| 17    | SUI  | Xaver Affentranger     | 1:36:36  | 09,000 0(14) | 13,375 (16) | 11,188       |
| 18    | FRA  | Gilbert Ravanel        | 1:35:33  | 09,500 0(13) | 12,625 (19) | 11,063       |
| 19    | POL  | Andrzej Krzeptowski    | 1:43:02  | 05,750 0(20) | 13,312 (17) | 09,531       |
| 20    | FRA  | André Vandelle         | 1:43:58  | 05,375 (=21) | 10,958 (21) | 08,167       |
| 21    | USA  | Anders Haugen          | 1:55:04  | 00,000 (=25) | 11,500 (21) | 05,750       |
| 22    | USA  | John Carleton          | 1:45:49  | 04,375 0(23) | 05,833 (24) | 05,104       |
| 23    | USA  | Ragnar Omtvedt         | 2:05:03  | 00,000 (=25) | 00,000 (25) | 00,000       |
| DNF   | POL  | Franciszek Bujak       | 1:42:13  | 06,250 0(18) | DNS         | DNF          |
| DNF   | SWE  | Nils Lindh             | 1:43:58  | 05,375 (=21) | DNS         | DNF          |
| DNF   | HUN  | István Déván           | 1:50:20  | 02,125 0(24) | DNS         | DNF          |
| DNF   | HUN  | Aladár Háberl          | DNS      | DNS          | 11,542 (20) | DNF          |
| DNF   | HUN  | Béla Szepes            | DNF      | DNF          | 10,478 (23) | DNF          |
| DNF   | TCH  | Otakar Německý         | DNF      | DNF          |             | DNF          |
| DNF   | FRA  | Martial Payot          | DNF      | DNF          |             | DNF          |
| DNS   | FIN  | Tuure Nieminen         |          |              |             |              |
| DNS   | FIN  | Armas Palmros          |          |              |             |              |
| DNS   | GBR  | Alex Keiller           |          |              |             |              |
| DNS   | GBR  | Chris Mackintosh       |          |              |             |              |
| DNS   | ITA  | Pio Imboden            |          |              |             |              |
| DNS   | POL  | Henryk Mückenbrunn     |          |              |             |              |
| DNS   | SWE  | Ebbe Schuman           |          |              |             |              |

Lauf: 2. Februar 1924
Springen: 4. Februar 1924
30 Teilnehmer aus 9 Ländern, davon 22 in der Wertung
In der Nordischen Kombination wurden nur Olympiamedaillen vergeben, da der Wettbewerb nicht zu den Nordischen Skiweltmeisterschaften zählte.
Thorleif Haug gewann sowohl den Langlauf als auch das Springen. Thoralf Strømstad genügten die drittbeste Laufzeit und Platz zwei im Sprunglauf zum Gewinn der Silbermedaille. Johan Grøttumsbråten erzielte die zweitbeste Laufzeit und errang als Achter des Sprunglaufs die Bronzemedaille.

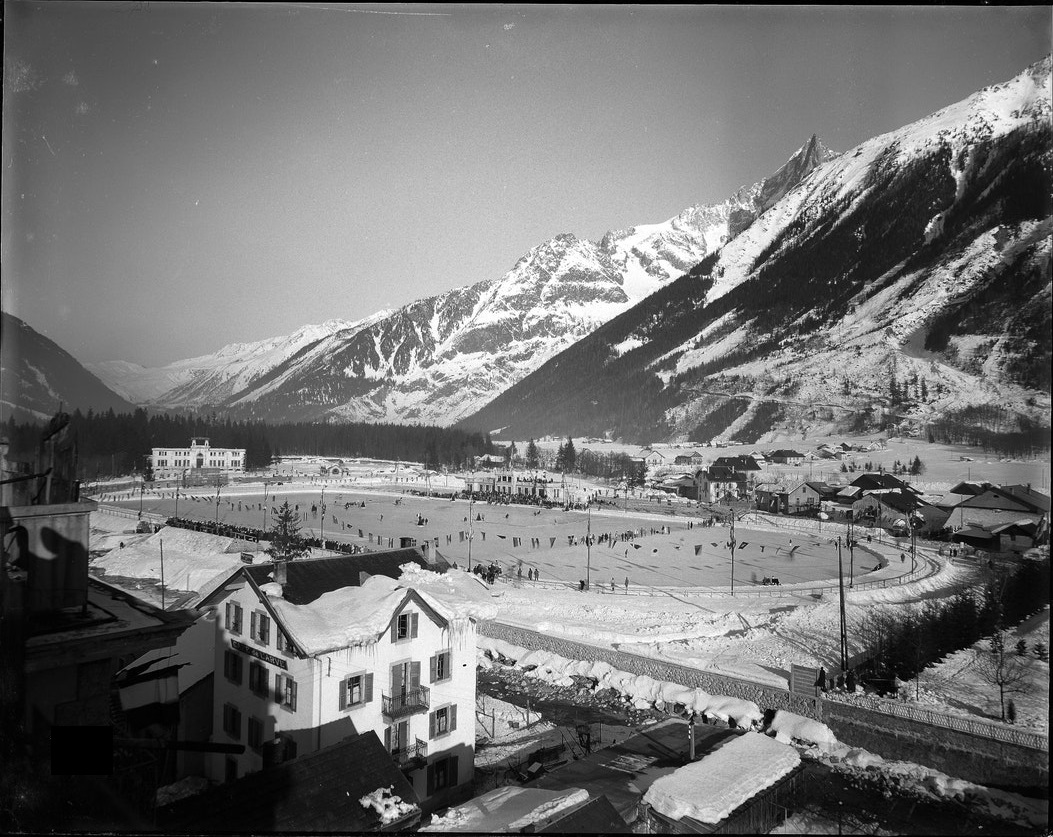
Blick auf das Olympiastadion in Chamonix

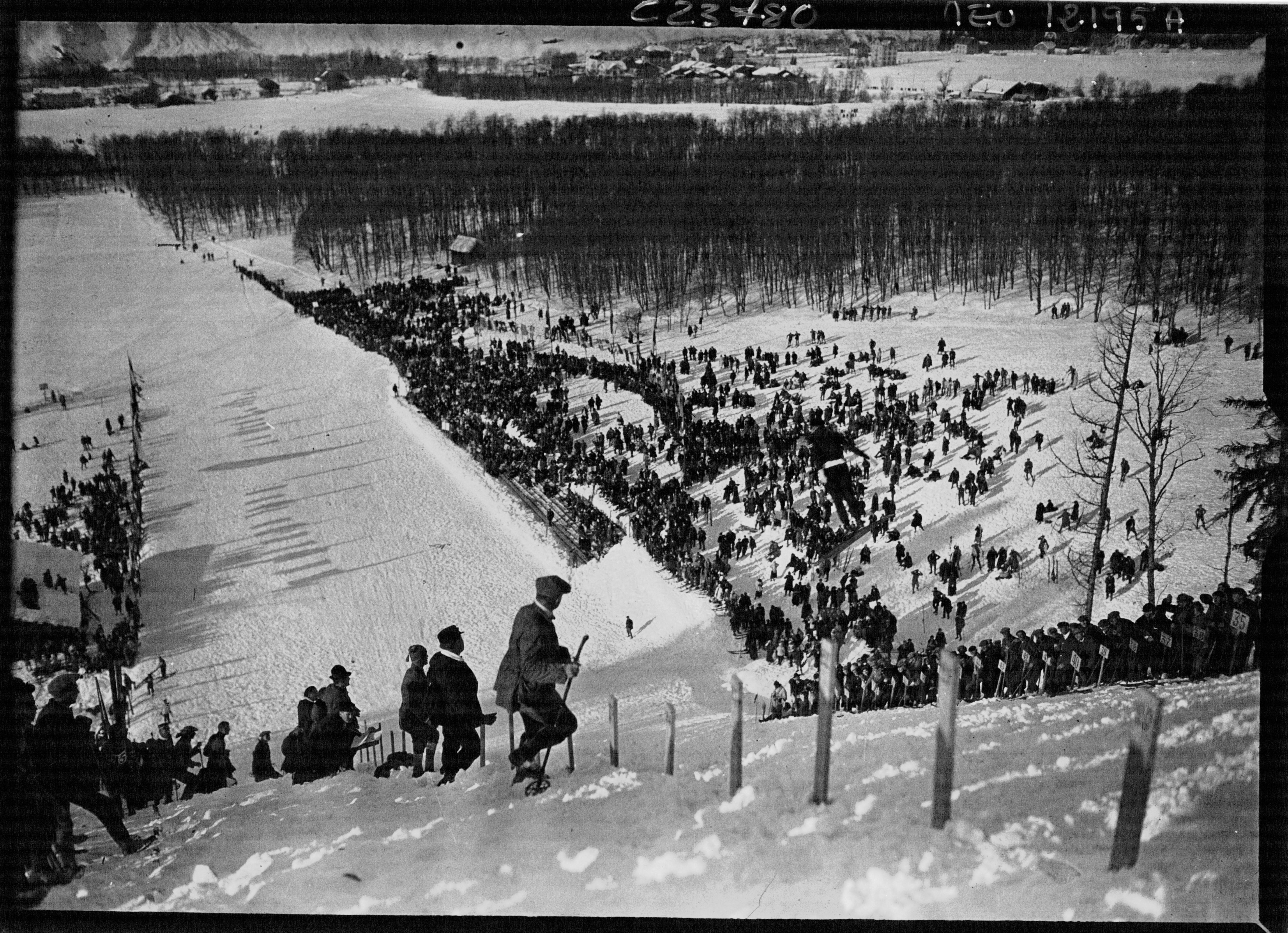
Die Skisprungschanze von Chamonix